# Limpieza en seco

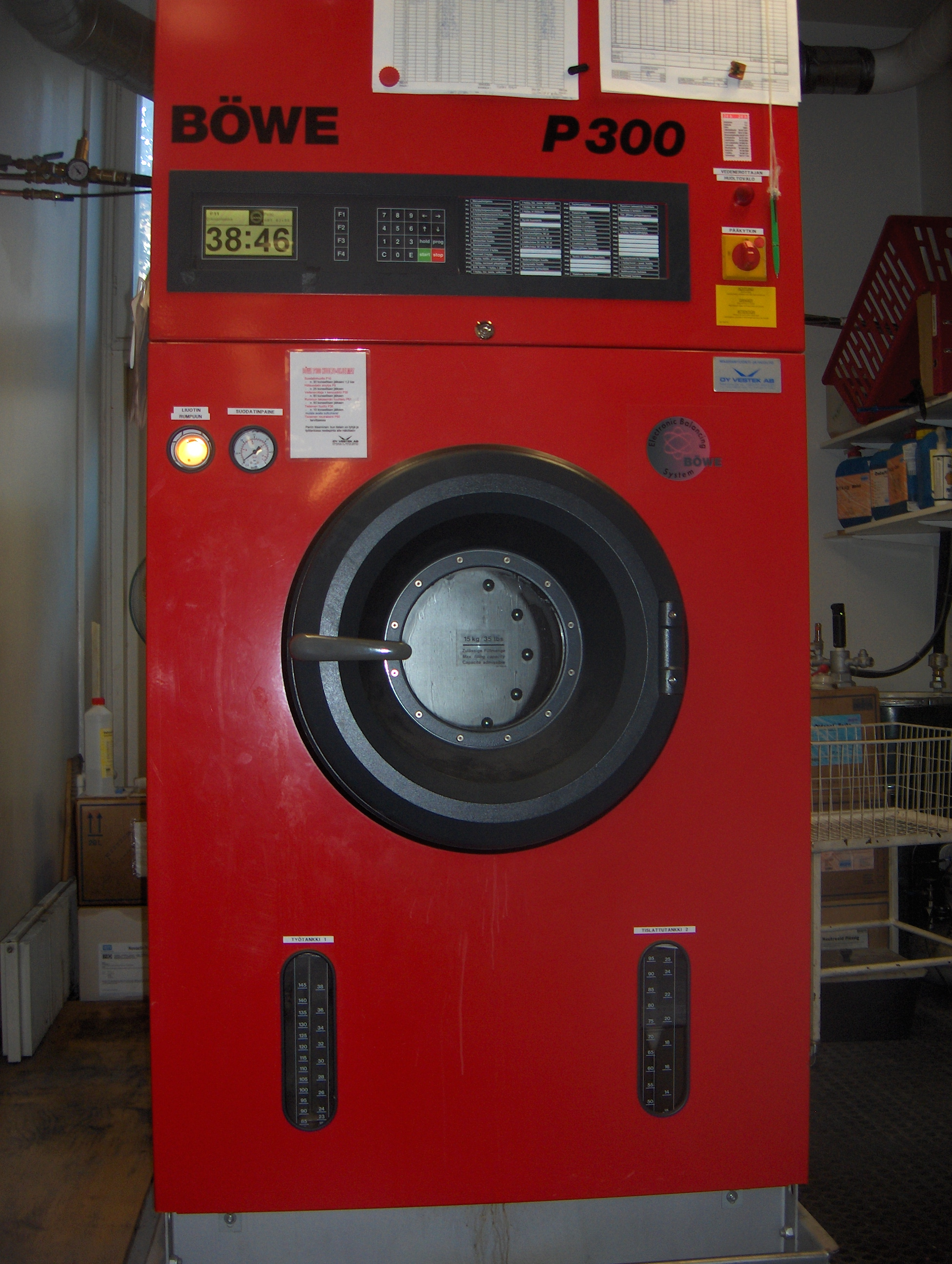
Máquina de lavar en seco

La limpieza en seco es un sistema de lavado de prendas que no pueden ser sumergidas en agua porque se deterioran, deforman, encogen o alteran su color. Es utilizado típicamente en tintorerías y lavanderías. 
Existen varios tipos de limpieza en seco, diferenciándose estos principalmente por el solvente utilizado, siendo los más típicos el Percloretileno(P), los Hidrocarburos(HC) y los fluidos siliconados(Si).

## Historia
Los antiguos griegos y romanos disponían de varios métodos de limpieza de textiles sin agua que incluían el uso de productos químicos en polvo y arcilla absorbente (tierra de Fuller). En el siglo XVIII, los franceses ya utilizaban disolventes a base de trementina para la limpieza.
La limpieza en seco moderna a base de disolventes puede tener su origen en 1821 con el empresario estadounidense Thomas L. Jennings. Jennings llamaba a su método "limpieza en seco".
El tintorero francés Jean Baptiste Jolly desarrolló su propio método de limpieza de tejidos con queroseno y gasolina. En 1845 abrió la primera tintorería de París.
Los problemas de inflamabilidad llevaron a William Joseph Stoddard, un tintorero de Atlanta, a desarrollar en 1924 el disolvente de Stoddard (white spirit) como alternativa ligeramente menos inflamable a los disolventes a base de gasolina. 
El uso de disolventes de petróleo inflamables provocó muchos incendios y explosiones, lo que llevó a la regulación gubernamental de las tintorerías. 

### Cambio a disolventes clorados
Después de la Primera Guerra Mundial, las tintorerías empezaron a utilizar disolventes clorados. Estos disolventes eran mucho menos inflamables que los disolventes derivados del petróleo y tenían un mayor poder de limpieza. Los primeros disolventes fueron el tetracloruro de carbono y el tricloroetileno (TCE), pero se fueron abandonando a medida que se conocían mejor sus efectos nocivos para la salud. El TCE puede utilizarse ocasionalmente para limpiar manchas difíciles. 
A mediados de la década de 1930, la industria de limpieza en seco empezó a utilizar el tetracloroetileno (también llamado percloroetileno o PCE) como disolvente. Tiene una excelente capacidad de lavado, no es inflamable y es compatible con la mayoría de las prendas de vestir. Dado que el tetracloroetileno es estable, es fácil de reciclar, pero sigue siendo persistente cuando se libera en el medio ambiente.

## Proceso
El tratamiento suele seguir el siguiente proceso:
- Selección de las prendas por colores;
- Llenado de prendas a la lavadora;
- Proceso de centrifugado de prendas;
- Proceso de secado específico que requiere el tipo de prenda;
- Desmanchado con una pistola a presión de vapor;
- Reposo.

A pesar de su denominación, la "limpieza en seco" no es un sistema absolutamente seco o llevado a cabo utilizando solo aire. En cambio, este proceso se realiza utilizando productos químicos llamados solventes, ya que estos disuelven la grasa y manchas de la prenda tratada, para que, con el secado posterior, la prenda esté lista para el proceso de planchado y terminación.